# Scottish Third Division 1994-1995
La Scottish Third Division 1994-1995 è stata la 1ª edizione del torneo e ha rappresentato la quarta categoria del calcio scozzese.

## Squadre partecipanti
Le ultime otto squadre della Scottish Second Division 1993-1994 (Alloa Athletic, Forfar Athletic, East Stirlingshire, Montrose, Queen's Park, Arbroath, Albion Rovers e Cowdenbeath) furono spostate ed effettivamente retrocesse per creare la nuova divisione. Inoltre furono ammesse altre due squadre provenienti dalla Highland Football League (Inverness e Ross County).
Non c'è retrocessione da questa che è l'ultima divisione professionale, in quanto il calcio professionistico scozzese ha un carattere legale privatistico che non può essere perso sul campo, ma solo a causa di un irreparabile fallimento societario.
| Squadra            | Città       | Stadio              |
| ------------------ | ----------- | ------------------- |
| Albion Rovers      | Coatbridge  | Cliftonhill Stadium |
| Alloa Athletic     | Alloa       | Recreation Park     |
| Arbroath           | Arbroath    | Gayfield Park       |
| Inverness          | Inverness   | Telford Street Park |
| Cowdenbeath        | Cowdenbeath | Central Park        |
| East Stirlingshire | Falkirk     | Firs Park           |
| Forfar Athletic    | Forfar      | Station Park        |
| Montrose           | Montrose    | Links Park          |
| Queen's Park       | Glasgow     | Hampden Park        |
| Ross County        | Dingwall    | Victoria Park       |

## Classifica finale
|  | Pos. | Squadra            | Pt | G  | V  | N | P  | GF | GS | DR  |
|  | ---- | ------------------ | -- | -- | -- | - | -- | -- | -- | --- |
|  | 1.   | Forfar Athletic    | 80 | 36 | 25 | 5 | 6  | 67 | 33 | +34 |
|  | 2.   | Montrose           | 67 | 36 | 20 | 7 | 9  | 69 | 32 | +37 |
|  | 3.   | Ross County        | 60 | 36 | 18 | 6 | 12 | 59 | 44 | +15 |
|  | 4.   | East Stirlingshire | 59 | 36 | 18 | 5 | 13 | 61 | 50 | +11 |
|  | 5.   | Alloa Athletic     | 54 | 36 | 15 | 9 | 12 | 50 | 45 | +5  |
|  | 6.   | Inverness          | 45 | 36 | 12 | 9 | 15 | 48 | 61 | −13 |
|  | 7.   | Arbroath           | 44 | 36 | 13 | 5 | 18 | 51 | 62 | −11 |
|  | 8.   | Queen's Park       | 42 | 36 | 12 | 6 | 18 | 46 | 57 | −11 |
|  | 9.   | Cowdenbeath        | 40 | 36 | 11 | 7 | 18 | 48 | 60 | −12 |
|  | 10.  | Albion Rovers      | 18 | 36 | 5  | 3 | 28 | 27 | 82 | −55 |

Legenda:

      Campione di Third Division e promossa in Second Division
      Promossa in Second Division
Note:

Tre punti a vittoria, uno a pareggio, zero a sconfitta.